# Better by Far
Albums de Caravan
Blind Dog at St. Dunstans
(1976) The Album
(1978)
Better by Far est le huitième album studio du groupe de rock progressif anglais Caravan, sorti en 1977.

## Titres
Toutes les chansons sont de Pye Hastings, sauf mention contraire.

### Face 1
1. Feelin' Alright – 3:31
2. Behind You – 5:04
3. Better by Far – 3:27
4. Silver Strings (Geoff Richardson) – 3:58

### Face 2
1. The Last Unicorn (Geoff Richardson) – 5:52
2. Give Me More – 4:40
3. Man in a Car (Jan Schelhaas) – 5:43
4. Let It Shine – 4:27
5. Nightmare – 6:23

## Musiciens
- Pye Hastings : guitares, chant
- Jan Schelhaas : claviers, chœurs
- Dek Messecar : basse, chœurs
- Geoff Richardson : alto, guitare, flûtes, sitar, mandoline, chant
- Richard Coughlan : batterie, percussions
- Vicki Brown : chant sur Give Me More
- Fiona Hibbert : harpe sur Man in a Car
- Tony Visconti : flûtes sur The Last Unicorn, contrebasse électrique sur Man in a Car